# パウル・シェーファー
パウル・シェーファー・シュナイダー（Paul Schäfer Schneider、1921年12月4日 - 2010年4月24日）は、チリのドイツ系移民のコミュニティでカルト教団『コロニア・ディグニダ』（後にビジャ・バビエラと改名/「バイエルン風ビラ」の意味）の創始者・指導者。

## 経歴

### 戦前と第二次世界大戦中
1921年、シェーファーはヴァイマル共和国時代のドイツ・ボンにて生を受け、トロースドルフで育った。青少年期はヒトラーユーゲント団員として過ごす。第二次世界大戦にはドイツ空軍の衛生兵として従軍し、終戦時は軍曹 (Unteroffizier) の階級にあった。

### 性的暴行とチリへの亡命
第二次世界大戦後は、西ドイツにバプテストの教会と孤児院を設立した。1959年には慈善団体の運営も開始したとも言われているが、同年中に2人の少年に対する性的暴行の容疑で起訴され、一部の信者を連れ西ドイツからチリに逃亡した。

### コロニア・ディグニダ
シェーファーの名は1961年のチリで再び注目されるようになる。当時のチリ政府は反共的なホルヘ・アレッサンドリ政権で、元ナチス党支持者のシェーファーに対しパラル郊外の農場を与え、ドイツ移民コミュニティの運営を許可した。
このコミュニティは表面的にはバプテストと反共主義、ドイツ風の先進医療と教育を掲げ、やがて拡大するにつれて「コロニア・ディグニダ」（Colonia Dignidad/尊厳のコロニー）と改名された。
実際はアドルフ・ヒトラーを崇拝し、チリのアウグスト・ピノチェト政権下でドイツ風の拷問を行い、さらにチリ軍との友好関係を保ち冷戦下の不法武器売買とチリとアルゼンチンとの紛争下におけるコミュニティ内の武装、そしてシェーファーの性的虐待と暴行が主なコロニーの趣旨であったが、1970年代から1990年代のピノチェト政権下ではそれらの裏の姿は不問とされ、さらにピノチェト政権後も政府と軍、法曹との友好関係下でそれらのいくつかは続いた。
アムネスティ・インターナショナルの調査結果および真実と和解の為の国民委員会報告書（レッティグ報告書）によれば、シェーファーの全面的協力の下、ピノチェト政権の時代にチリの秘密警察であるDINAがコロニーの一部を拷問および収容、遺体隠滅の目的に使用していた。

### 再びの有罪
1997年5月20日、エドゥアルド・フレイ政権下で少年に対する性的暴行の容疑で再び起訴を受ける。この起訴によれば、コミュニティ内の診療所と学校を利用していた26人の少年からシェーファーらによる暴行の証言を得たとされる。起訴を受けたシェーファーは姿を消し、2004年後半には懲役20年の判決を受け欠席裁判で有罪判決が下された。
2005年3月10日、8年近く失踪していたシェーファーはアルゼンチン・ブエノスアイレスからおよそ40キロメートル地点のラスアカシアスと呼ばれる地区で発見された。チリとアルゼンチン当局による2日間の交渉の末、シェーファーは裁判所に出頭するべくチリ側へと引き渡された。
そこでシェーファーは、1976年に政治運動家フアン・マイノが行方不明になった事件に関して起訴を受け、死ぬまで勾留されていた。シェーファーはまた、数学者ボリス・ウェイスフェイラーの事件に関しても捜査を受けており、過去の児童虐待疑惑についてもドイツとフランスで指名手配を受けていた。

### 死去
2010年4月24日、サンティアゴ市内の病院で心不全により88歳で死去した。死後になってから、シェーファーが重度の心臓疾患を患っていたことが明らかになった。